# Beringin Naru
Beringin Naru is een bestuurslaag in het regentschap Aceh Tenggara van de provincie Atjeh, Indonesië. Beringin Naru telt 139 inwoners (volkstelling 2010).